# زیردریایی یو-۳۸۳
زیردریایی یو-۳۸۳ (به انگلیسی: German submarine U-383) یک زیردریایی بود که طول آن ۶۷٫۱ متر (۲۲۰ فوت ۲ اینچ) بود. این زیردریایی در سال ۱۹۴۲ ساخته شد.